# Leptotarsus scutellaris
Leptotarsus scutellaris är en tvåvingeart som beskrevs av Frederick Askew Skuse 1890. Leptotarsus scutellaris ingår i släktet Leptotarsus och familjen storharkrankar. Inga underarter finns listade i Catalogue of Life.